# Planolocha lactea
Planolocha lactea là một loài bướm đêm trong họ Geometridae.